# F-15SE沉默鹰式战斗机

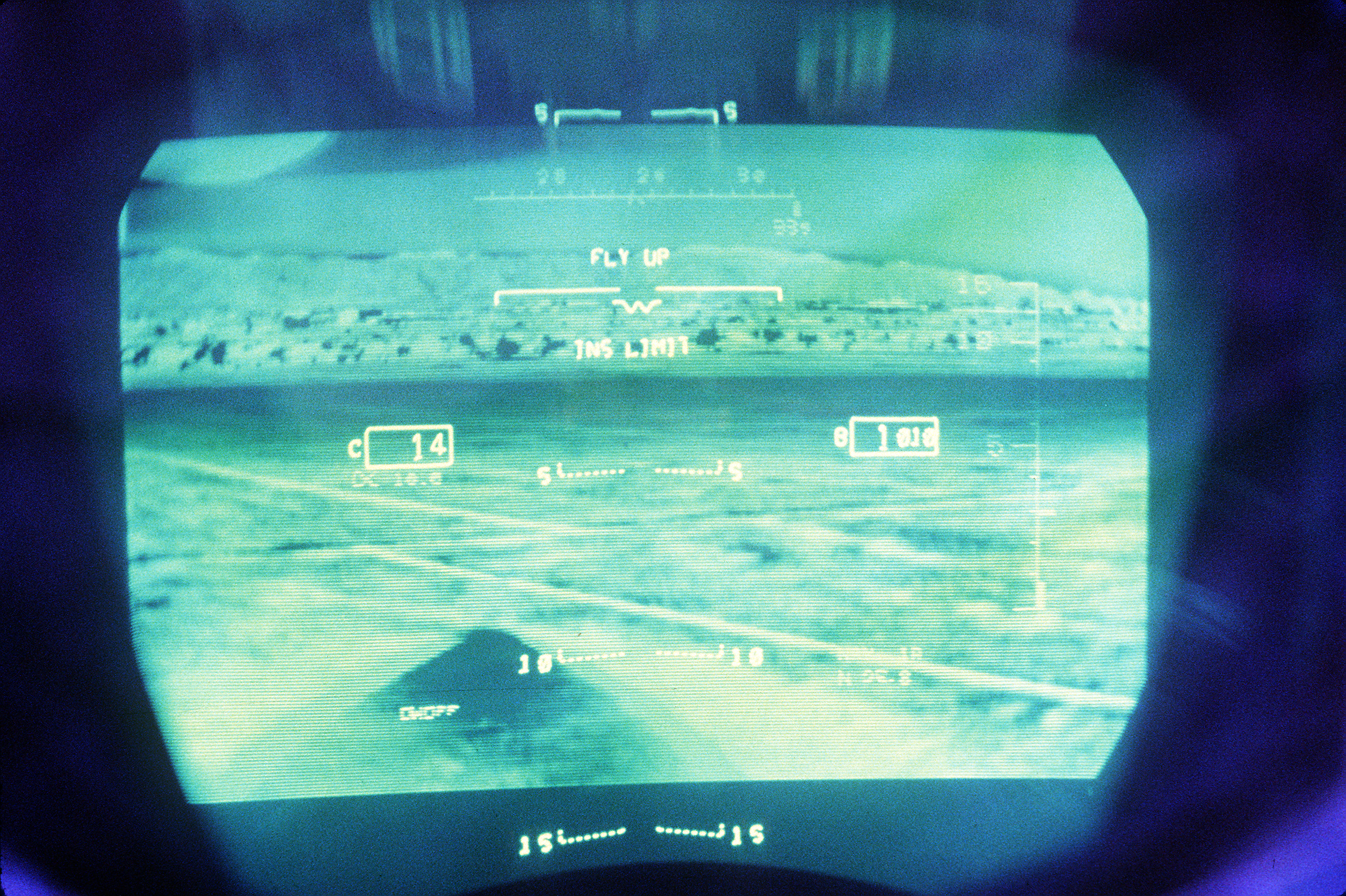
F-15SE的紅外線擡頭顯示器

F-15SE「靜默鷹」式戰鬥機（英語：Boeing F-15SE "Silent Eagle"，又有“無聲鷹”、“寂靜鷹”、“沉默鷹”等譯名）是一款由波音公司負責研制開發的多用途戰鬥轟炸機，是以雙座的F-15E為基礎所進行開發的升級機型。本機型的主要特色是通過武器內藏化和使用輻射吸收材料（RAM）來實現對雷達隱形。

## 發展
F-15SE誕生的背景，其實起自美國空軍F-22「猛禽式」戰機的減產。儘管F-22的性能強大，但因平均每架3億4千萬美元的預量產機生產研發成本與每架1億4千萬美元的量產造價過份高昂，原計畫生產的700多架也減少為381架，到後來更縮為187架後，美國總統歐巴馬宣佈這187架F-22A生產完成後將不再生產此款戰機。縱然有些美國民眾及廠商極力遊說白宮美國需要此款高性能戰機，歐巴馬政府似乎不為所動。
由於F-22的減產，美國空軍將沒有足夠的重型戰機來取代大批現役的F-15系列戰機，在面對新崛起的國家如中國、俄羅斯時將會面臨極大的挑戰，為此美國空軍將大量購置F-35閃電2式戰機來彌補戰力差距。然而F-35本質上是一種單發動機的中型多功能戰機，有許多方面它是無法達到F-22此等重型戰機的水準的，因此美國空軍轉而尋求一種具備有限度匿蹤能力並且具有和F-22、F-15這些重型戰機相同或更佳空戰能力的防空攔截機，其結果便是F-15SE沉默鷹式戰機。
F-15SE透過重新設計F-15E的內部構造以及機身外表先進匿蹤塗料的使用已降低戰機的正面雷達橫截面（RCS），至於其武器的內藏方式，則是仰賴波音公司改造了原先F-15E的外部適型油箱而成的武器倉，將4枚AIM-120藏進其中而達成F-15SE的匿蹤能力。以F/A-18E/F為例，其也有在設計時考慮匿蹤性，但在空對空型的配置狀態下，帶有8枚AIM-120及2枚AIM-9的F/A-18E/F仍高於帶著4枚AIM-120時的F-15SE，因此具有大幅壓縮敵方雷達偵測距離的優勢。F-15SE在外型方面則是其垂直尾翼向外傾斜了15度，如同F/A-18系列。
根據計算F-15SE將原先適形油箱的位置置換成武器艙後，其飛行距離將會比F-15E攜帶適形油箱時減少300～370浬左右，但其極速仍將高達2.5馬赫且其原先的空戰能力也絲毫不受影響。除了在匿蹤的強化以外，F-15SE也將配備和F-22A以及F/A-18E/F同等級的先進整合航電系統和主動電子相位陣列雷達（AESA），更提升其視距外作戰能力。

## 訂單
值得注意的是，F-15SE最初的預想買家並非美國空軍，而是以外銷為主。美國一向反對高性能匿蹤戰機的出口，如F-22A甚至被國會立法禁止出口，F-35的出口版本其匿蹤性能遭「降級」等，因此波音此舉開發F-15SE能否出口仍須仰賴美國政府的態度。特別的是在F-22A減產後，F-35計劃延遲的當下，波音選在此時推出F-15SE是否有和洛克希德馬丁互爭訂單的涵義潛藏著，也非常值得懷疑。F-15SE鎖定的買家是南韓、新加坡、日本、以色列、沙烏地阿拉伯等，但傳聞美國空軍反而也在評估F-15SE的可行性，畢竟F-15SE如果由原有的F-15改造的話所需的經費將遠低於新的F-35，而其強大的空戰能力以及高達700架的潛在改造機會（美國空軍有約500架F-15A／B／C／D和200架F-15E）也能和F-22A高低搭配構成強大的空優戰力，同時讓F-35回歸其匿蹤打擊機的本務，專注在對地攻擊及僅擔負部分防空任務上。